# Anne Rosencher
Anne Rosencher est une journaliste française, directrice déléguée de la rédaction à L'Express depuis novembre 2016, chargée de la politique et de la société,, et anciennement directrice adjointe de la rédaction de Marianne.

## Biographie

### Famille
Elle est la fille du physicien Emmanuel Rosencher et la petite-fille du médecin juif polonais et résistant gaulliste Henri Rosencher, arrêté, torturé et déporté à Natzweiler-Struthof, puis à Dachau, dont toute la famille est morte dans les camps d'extermination nazis,,,.

### Formation
Elle grandit à Belmont, hameau de la commune de Vaulnaveys-le-Haut près de Saint-Martin-d'Uriage, en Isère, puis étudie à Paris au Lycée Henri IV.
Elle est diplômée de l'ESCP,.
En 2002, elle débute au mensuel Capital, suivant la macroéconomie et le social, avant d'intégrer le service international.

### Carrière
En décembre 2010, elle devient grand reporter à Marianne, sur le milieu des affaires. En 2013, elle est nommée directrice adjointe de la rédaction de la rubrique « France », puis s'occupe de la rubrique « Magazine »,,. 
En novembre 2016, Anne Rosencher devient directrice déléguée  de la rédaction de L'Express,,. Entre septembre 2018 et juillet 2019, elle assure l'intérim à la direction de la rédaction. A compter de septembre 2018, elle y signe pendant plusieurs mois une chronique intitulée « Tout est d'époque »,.
En septembre 2018, elle rejoint 28 minutes sur Arte et Dimanche en politique sur France 3 avec Francis Letellier jusqu'en 2020. Elle assure depuis septembre 2022 le billet En toute subjectivité de France Inter tous les jeudis. Elle intervient très régulièrement sur France 5 dans les émissions C dans l'air et C ce soir. La journaliste s'exprime ainsi sur des thématiques liées à la société et à l’actualité, qu'il s'agisse de succès culturels français hors des grands centres urbains, d'égalité femme homme, de la signification des images autour des  massacres terroristes du 7 octobre 2023 sur le territoire israélien ou des signes religieux.

## Essais

### Entre deux feux(2012)
Publié aux éditions Grasset en 2012 (avec sa consœur Anna Cabana).
Le livre revient, indiscrétions à l'appui, sur le psychodrame qui a agité la France, lorsque Valérie Trierweiler la compagne du nouveau Président de la République récemment élu, François Hollande, vient apporter son soutien à Olivier Falorni, candidat socialiste dissident aux législatives 2022 face à Ségolène Royal.

### Un chagrin français(2022)
Publié aux Éditions de l'Observatoire, 2022, réédité en poche en avril 2023.
Dans Un chagrin français, Anne Rosencher explore les tensions autour du populisme, du progressisme et du vivre-ensemble en France.
- Elle décrit le populisme comme une réaction à la fragmentation sociale et à la défiance envers les élites, exacerbée par un sentiment de déclin des valeurs traditionnelles.
- Le progressisme, bien que vecteur de changement social, crée des tensions en raison de l’opposition entre valeurs modernes et traditions historiques.
- Enfin, elle aborde les défis du vivre-ensemble, en particulier face aux enjeux de laïcité et de multiculturalisme, suggérant que la cohésion nationale est mise à l’épreuve[31].

Dans le prologue de l'ouvrage, elle fait le récit de son grand-père, Henri Rosencher, émigré de Pologne, médecin, résistant gaulliste en Afrique du Nord puis dans le Maquis du Vercors, capturé et déporté au Struthof puis au camp d'extermination de Dachau, il y survivra et prodiguera à ses enfants et petits-enfants l'amour de la France, cause de ce chagrin à l'heure où ses valeurs sont, d'après elle, malmenées.

#### Réception de l'ouvrage
L’ouvrage a suscité notamment des réactions positives dans les milieux intellectuels et médiatiques :  
- Bruno Jeudy, dans Paris Match, évoque "dix-huit chapitres courts, argumentés et convaincants pour que la France retrouve le sens du collectif."[32].
- La philosophe Élisabeth Badinter, dans une recension de l'ouvrage pour L’Express, rejoint les observations de Rosencher en avertissant contre l’érosion des valeurs collectives et la montée d’un individualisme d’inspiration anglo-saxonne[33].
- Vincent Trémolet de Villers, dans Le Figaro, salue également la pertinence de l’essai, soulignant la réflexion de Rosencher sur la crise identitaire française et les défis que représentent ces concepts de populisme, progressisme et vivre-ensemble pour l’avenir de la nation[34].